# Tapura orbicularis
Tapura orbicularis är en tvåhjärtbladig växtart som beskrevs av Erik Leonard Ekman och Ignatz Urban. Tapura orbicularis ingår i släktet Tapura och familjen Dichapetalaceae. Inga underarter finns listade i Catalogue of Life.